# 罗岛毛刺蟹
罗岛毛刺蟹（学名：Pilumnus rotumanus）为扇蟹科毛刺蟹属的动物。分布于斐济的罗图马岛以及中国大陆的西沙群岛等地，生活环境为海水，常栖息于礁盘浅水中。